# Екберт фон дер Асебург
Екберт фон дер Асебург (на немски: Ekbert von der Asseburg, Ritter; † между 10 февруари и 23 юни 1321) е рицар от род фон дер Асебург.

## Произход
Той е син (от 11 деца) на рицар Екберт фон Волфенбютел, преименуван на фон дер Асебург, († 9 август 1306/17 септември 1308) и съпругата му Алхайд фон Бракел († сл. 1273). Внук е на рицар Буркхард фон Волфенбютел († 1264?) и съпругата му фон дем Дике. Правнук е на трушсес Гунцелин фон Волфенбютел († 1255), държавник и военачалник. Потомък е на Видекинд фон Волфенбютел († ок. 1118), който построява водния замък Волфенбютел и е основател на фамилията фон Волфенбютел, от която произлиза фамилията „фон дер Асебург“ от замък Асебург при Волфенбютел. Замъкът Асебург на река Асе при Волфенбютел е построен през 1218 – 1223 г. от дядо му Гунцелин фон Волфенбютел.
Брат е на рицар Буркхард († 1316/1317), Бертолд († сл. 1311), Йохан († сл. 1276), Вернер († сл. 1304) и Гунцелин († сл. 1304). Сестра му Фредеруна фон дер Асебург († сл. 1313) е омъжена за рицар Алберт фон Амелунксен († пр. 1310).

## Фамилия
Екберт фон дер Асебург се жени за Еуфемия фон Велтхайм († сл. 1328). Те имат десет деца:
- Буркхард фон дер Асебург († 1 май1347/12 май 1349); има шест деца
- Екберт фон дер Асебург († 1300/11 август 1316), женен за Аделхайд фон Дорщат († сл. 1320); имат един син
- Бертолд фон дер Асебург († сл. 1309)
- Бертрам фон дер Асебург († сл. 1335)
- Вернер фон дер Асебург († 28 ноември сл. 1355)
- Кунигунда фон дер Асебург († сл. 1321)
- Мехтилд фон дер Асебург († сл. 1321)
- Гунцелин фон дер Асебург († сл. 1366), женен за Кине († сл. 1357); имат шест сина
- Аделхайд фон дер Асебург († сл. 1342), омъжена за рицар Лудолф фон Бортфелд († 1332/23 април 1338)
- Еуфемия фон дер Асебург († сл. 1342), омъжена за рицар Гебхард фон Бортфелд, преим. фон Хаген († сл. 1342)